# اسرار مقبره سقاره
اسرار مقبره‌ سقاره (به انگلیسی: Secrets of the Saqqara Tomb) یک فیلم مستند بریتانیایی محصول سال ۲۰۲۰ به کارگردانی جیمز تاول است. این فیلم تیمی از باستان‌شناسان مصری را دنبال می‌کند که مقبره‌ای مربوط به قرن ۲۵ قبل از میلاد را در قبرستان سقاره، درست خارج از قاهره، کشف می‌کنند که به مدت ۴۴۰۰ سال دست نخورده باقی مانده بود. این فیلم توسط At Land Productions و Lion TV تهیه شده‌است.